# Zombie Ghost Train
Zombie Ghost Train (comúnmente abreviada como ZGT) es una banda de psychobilly originaria de Sídney, Australia. La banda fue formada por Stu Arkoff en la guitarra y la voz principal, Azzy T en la batería y Captain Reckless en el contrabajo y la voz de apoyo. 
En el 2004 lanzaron el EP llamado Monster Formal Wear. En 2005 sacaron el LP Glad Rags & Body Bags disco del cual se desprendió el sencillo R.I.P. el cual es el único de sus sencillos que cuenta con video musical, y en el 2007 editaron Dealing The Death Card.
La banda ha estado de gira en Australia, Europa y los Estados Unidos. Los miembros de la banda, cuando aparecen en el escenario, lo hacen maquillados de zombis y a su vez se maquillan puntos de sutura en la cara, su ropa de estilo psychobilly tiene un toque también zombie y cada uno de los miembros usa un estilo de cabello diferente quiff, teddy boy cut o pompadour.